# Automatismo

Cair de volta na cama pode ser causado por hipotensão ortostática.

Automatismo em medicina e psicologia se refere a comportamentos e pensamentos que não são voluntários nem conscientes. Foram descritos pelos psiquiatras Bleurer e Clérambault em 1920. Pode ser normal ou patológico.

## Causas
Existem muitas possíveis causas para movimentos involuntários, especialmente neurológicas, e incluem:
- ACV
- Confusão mental
- Esquizofrenia
- Epilepsia focal
- Hipoglicemia
- Hipotensão
- Hipertireoidismo
- Parassonia
- Parkinsonismo
- Reflexos
- Síndrome das pernas inquietas
- Síndrome de Tourette (tics motores)

Pessoas saudáveis também sofrem automatismos, por exemplo quando andam ou dirigem a um lugar involuntariamente, por hábito ou distração. Psicanalistas defendem que são causados por desejos inconscientes.

## Direito
Os atos cometidos por automatismo não podem ser punidos, como invadir uma propriedade enquanto anda dormindo (transtorno comportamental do sono REM) ou atropelar uma pessoa durante um episódio de convulsão temporal. É uma defesa raramente usada nos tribunais, que necessita evidências da doença apresentadas pelo médicos tratantes.